# Lhota nad Labem
Lhota ist eine Gemeinde in Tschechien. Sie liegt fünf Kilometer nördlich von Stará Boleslav und gehört zum Okres Praha-východ.

## Geographie
Lhota befindet sich rechtselbisch in der Elbniederung am Hlavenský potok. Das Dorf liegt am nördlichen Rande des Kiefernwaldgebietes „Spalený les“. Östlich des Dorfes liegt der Lhota-See. Im Westen verläuft die Eisenbahn von Lysá nad Labem nach Mělník, die Bahnstation Dřísy liegt anderthalb Kilometer westlich des Dorfes.
Nachbarorte sind Dřísy im Norden, Sudovo Hlavno und Kostelní Hlavno im Nordosten, Hlavenec im Osten, Stará Boleslav im Südosten, Borek im Süden, Křenek im Südwesten, Rudeč und Kostelec nad Labem im Westen sowie Ovčáry im Nordwesten.

## Geschichte
Die Gründung des Dorfes am Rande des Brandejser Waldes erfolgte im Jahre 1332 durch die Herren von Michalowitz. Lhota war an den Hof Skorkov angeschlossen und gehörte bis 1848 immer zur Herrschaft Brandejs. Im Dreißigjährigen Krieg fiel das Dorf wüst und wurde danach wieder besiedelt. Gepfarrt war Lhota seit seinem Bestehen nach Stará Boleslav. Die Bewohner lebten von der Landwirtschaft, die wegen der fruchtbaren Böden recht ertragreich war.
Nach der Aufhebung der Patrimonialherrschaften bildete Lhota ab 1850 eine Gemeinde im  Bezirk Karlín und ab 1906 im Bezirk Brandýs nad Labem. 1873 entstand nach dem Bau der Österreichischen Nordwestbahn auf den Feldern westlich des Dorfes die Station Dřísy. Dadurch konnten die landwirtschaftlichen Erzeugnisse, insbesondere Zwiebeln und Gurken, in die nordböhmischen Industriegebiete abgesetzt werden. 1911 wurde die Straße nach Stará Boleslav gebaut. In den 1920er Jahren eröffnete in Lhota ein Hotel mit 40 Betten, das zum kulturellen Zentrum des Dorfes wurde und in seinem Saal Theaterveranstaltungen bot. Zwischen 1927 und 1939 erlebte das Dorf ein starkes Wachstum und 35 Einfamilienhäuser entstanden. 1959 wurde das Hotel zum Altersheim umfunktioniert.

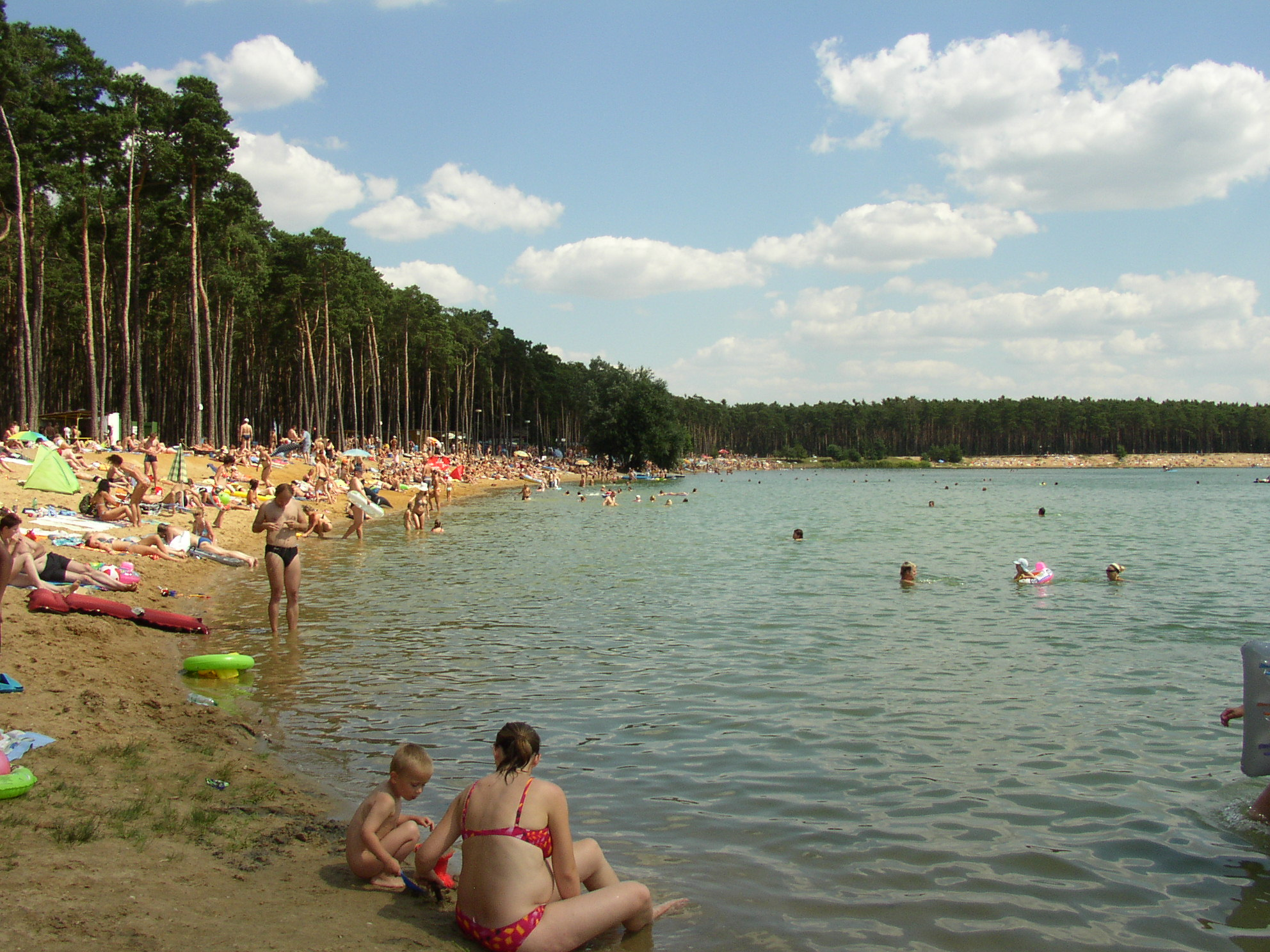
Am Lhota-See

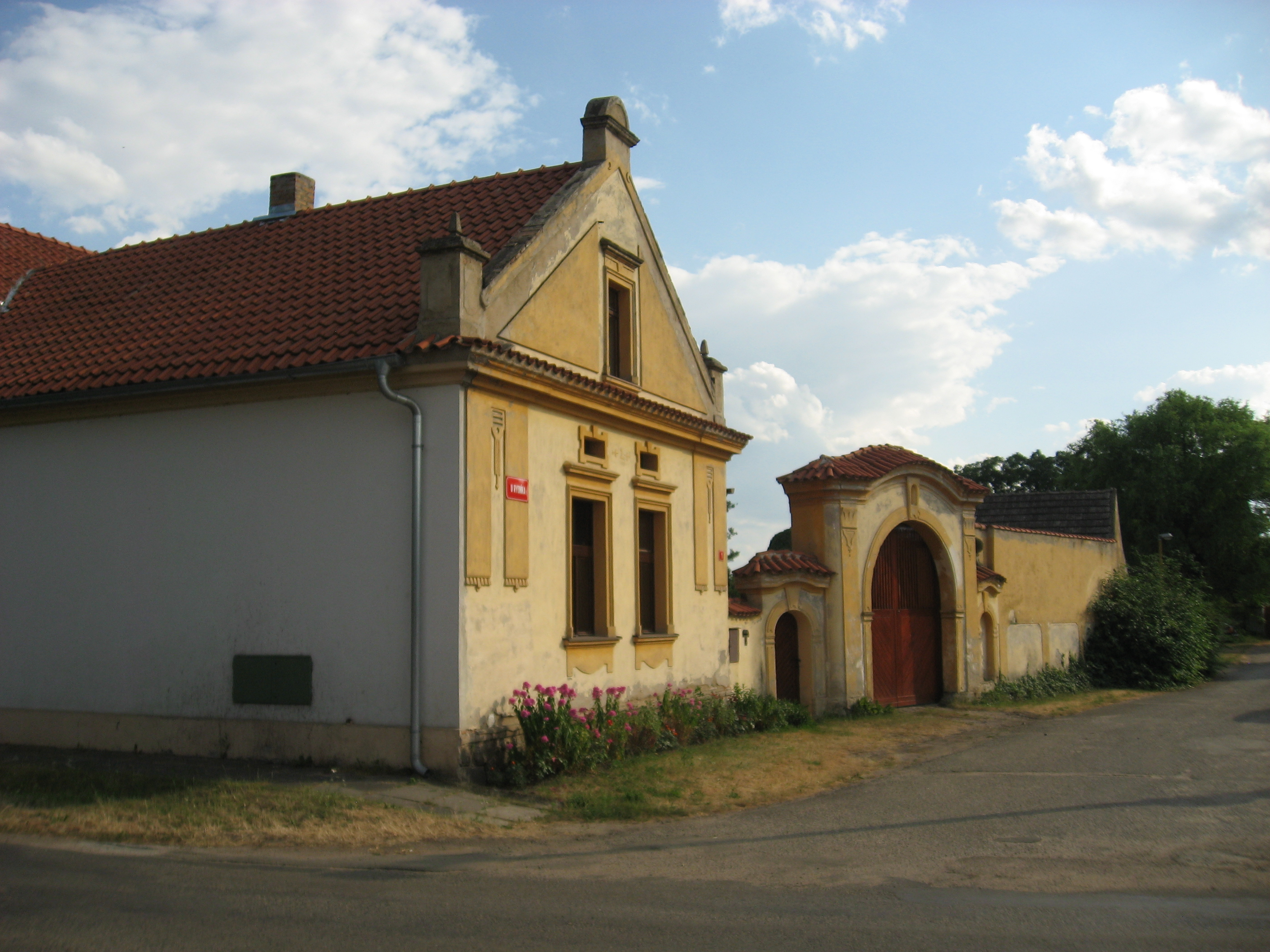
Lhota

Ab  1961 gehörte Lhota zum Okres Mělník und seit 2007 zum Okres Praha-východ. Zwischen 1965 und 1983 erfolgte östlich des Dorfes der Abbau von Kiessand. Seit der Einstellung des Abbaus ist der Baggersee ein beliebtes Badeziel, das an heißen Tagen von über 10.000 Badegästen aufgesucht wird. Im Jahre 1987 fand in Lhota nad Labem das 7. Lhota/Lehota-Treffen statt, an dem Delegationen aus 88 tschechoslowakischen Dörfern teilnahmen. Nach der Restitution im Jahre 1993 folgte die Wiedereröffnung des Hotels.

## Gemeindegliederung
Für die Gemeinde Lhota sind keine Ortsteile ausgewiesen. Die Katastralbezeichnung lautet Lhota u Dřís.

## Sehenswürdigkeiten
- Lhota-See, der 25 ha große und 14 m tiefe Baggersee entstand aus einer 1965 für den Bau der Autobahn D 1 angelegten Sandgrube, die bis 1983 betrieben wurde. Nach ihrer Flutung entstand am Lhota-See der erste öffentliche FKK-Strand der Tschechoslowakei. Der See gilt als beliebtes Badeziel der Nudisten aus dem 20 Kilometer entfernten Prag. Nördlich des Sees entstand ein Parkplatz mit einer Kapazität von 1400 Pkw.
- barockes Bauerngehöft Lhota Nr. 1 mit Toreinfahrt
- Glockenturm aus dem Jahre 1915